# Cartes de Chartreuse

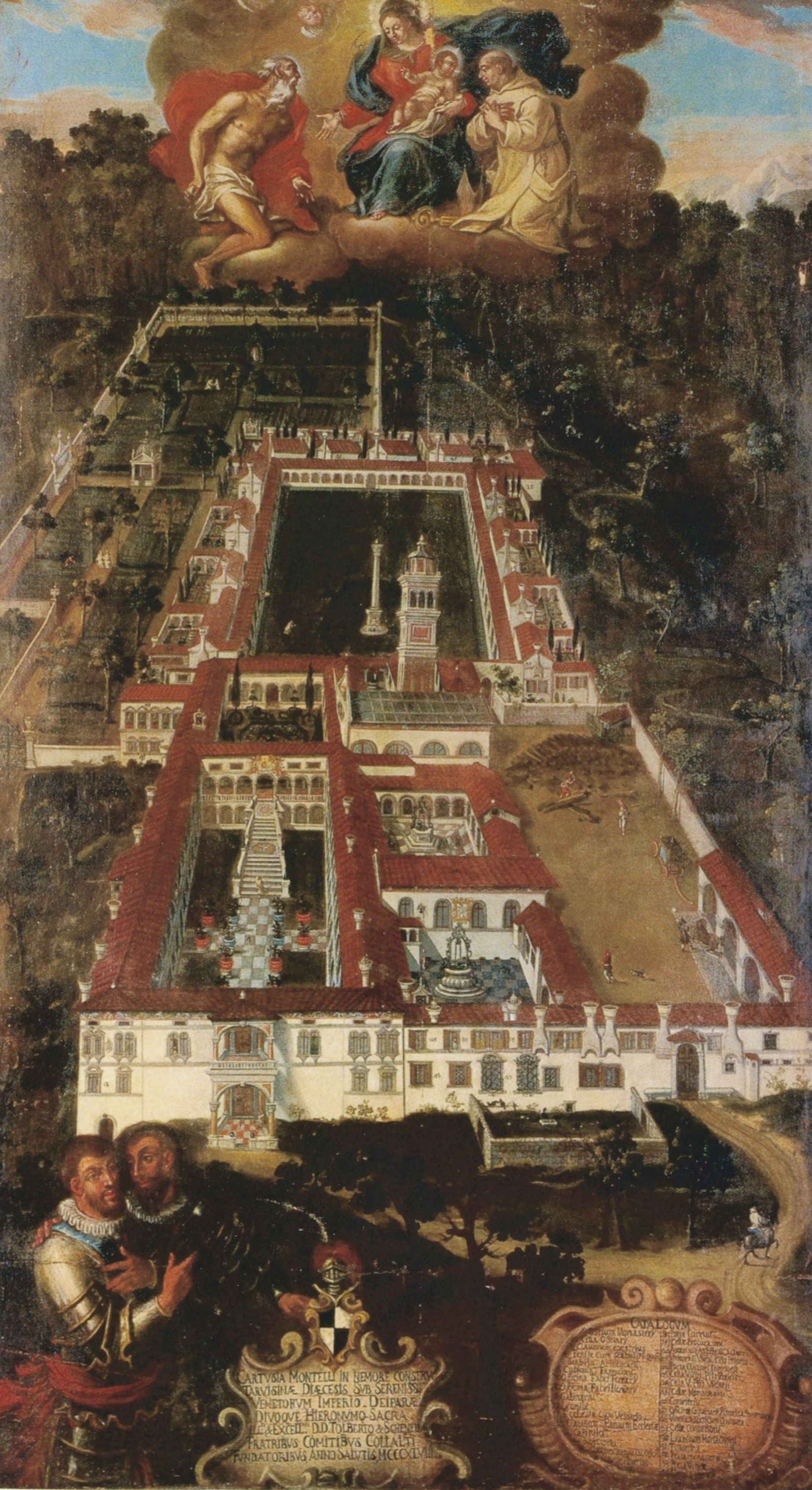
Carte de la Chartreuse Sainte-Marie et Saint-Jerôme de Montello, datée de la fin du XVIIe siècle

Les cartes de Chartreuse sont un ensemble patrimonial de soixante-dix-neuf peintures sur toile de grande dimension réalisées à partir de la fin du XVIIe siècle et représentant des monastères de l'ordre des Chartreux. Après avoir été restaurées au début du XXIe siècle, elles sont conservées et exposées au musée de la Grande Chartreuse. Les cartes sont toutes classées au titre objet aux Monuments historiques.

## Présentation

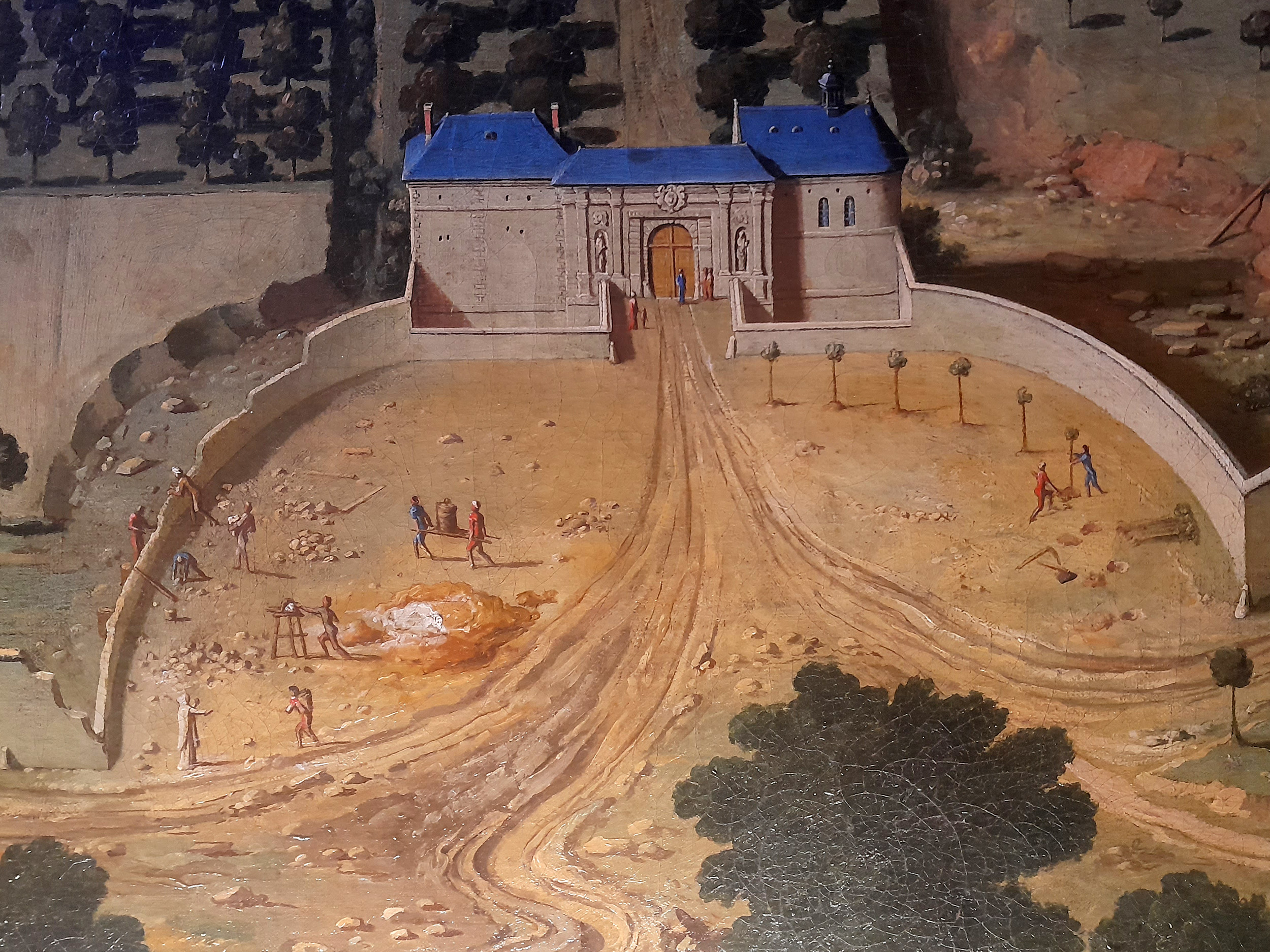
Détail d'une carte de Chartreuse montrant des ouvriers en train de construire un mur et de planter des arbres sous le contrôle d'un chartreux.

Les cartes de chartreuse sont toutes des huiles sur toile. Les dimensions varient d'une toile à l'autre, avec une moyenne des cartes mesurant 2 m de haut pour 1,5 m de large. De nombreuses cartes ont toutefois été tronquées à l'occasion de changements de châssis ou d'une dernière opération de marouflage au XXe siècle. Les cartes représentent majoritairement les chartreuses du royaume de France avec 52 cartes, suivi par l'Italie avec 16 cartes.

### Les chartreuses et leur environnement
Les tableaux sont des vues cavalières des monastères chartreux, d'où leur nom de cartes, terme désignant ce type de représentation au XVIIe siècle. Ils ne représentent pas la réalité matérielle des monastères, mais illustrent un état idéal ou projeté, en adéquation avec le plan type à respecter. Certaines cartes représentent d'ailleurs des chartreuses disparues lors de leur représentation, comme celle de Tárkány, ou qui n'ont pas été encore construites, comme celle de Turin. Elles correspondent majoritairement à des chantiers en cours dont elles anticipent le résultat final et, parfois, en montrent un état de chantier intermédiaire.
La majorité des vues des chartreuses sont complétées d'indications sur les espaces et bâtiments sous forme de lettre et de chiffres reportés dans un cartouche légendé. Ces éléments permettent d'identifier jusqu'à une trentaine d'éléments différents, parmi lesquels se retrouvent les bâtiments constitutifs des chartreuses : église, salle du chapitre, cloître, réfectoire, mais aussi la porterie ou les communs. Les cartes représentent également les paysages et la topographie de la Chartreuse — son désert — et parfois la silhouette reconnaissable des villes présentes à proximité.

### La vie dans la chartreuse
Les représentations comprennent de nombreux personnages, illustrant la vie monastique dans la chartreuse à l'exception notable des activités situées à l’intérieur des bâtiments (méditation en cellules, célébrations dans l'église, etc.) uniquement figurées par les bâtiments où elles ont lieu. On y retrouve également des personnages extérieurs au monastère, dont des laïcs, notamment dans leurs relations avec la chartreuse. Certaines activités sont particulièrement détaillées, comme l'atelier de menuiserie, nous apportant de nombreuses informations sur les outils et le travail dans celui-ci. Certaines cartes sont dépourvues de personnages, un choix qui relève soit du peintre soit du prieur commanditaire et qui pourrait représenter le « grand silence » de la vie cartusienne.

## Histoire

### Production et conservation à la Grande Chartreuse (XVIIe–XXesiècles)
Vers 1680, à l'initiative du prieur général Dom Innocent le Masson, le chapitre général de l'ordre décide de dresser un inventaire des maisons de l'ordre sous forme de tableaux de grande dimensions. Cette pratique correspond à une mode des vues cavalières qui se développe depuis le XVIe siècle, et dont témoignent notamment les 168 gravures du Monasticon Gallicanum des Mauristes, à la même époque. Un témoignage d'Albert Jouvin de Rochefort, visitant la Grande Chartreuse en 1672, évoque déjà « une grande salle ornée de plusieurs tableaux où sont représentées les principales chartreuses », mais les cartes les plus anciennes dont la date est attestée remontent à la décennie 1680.

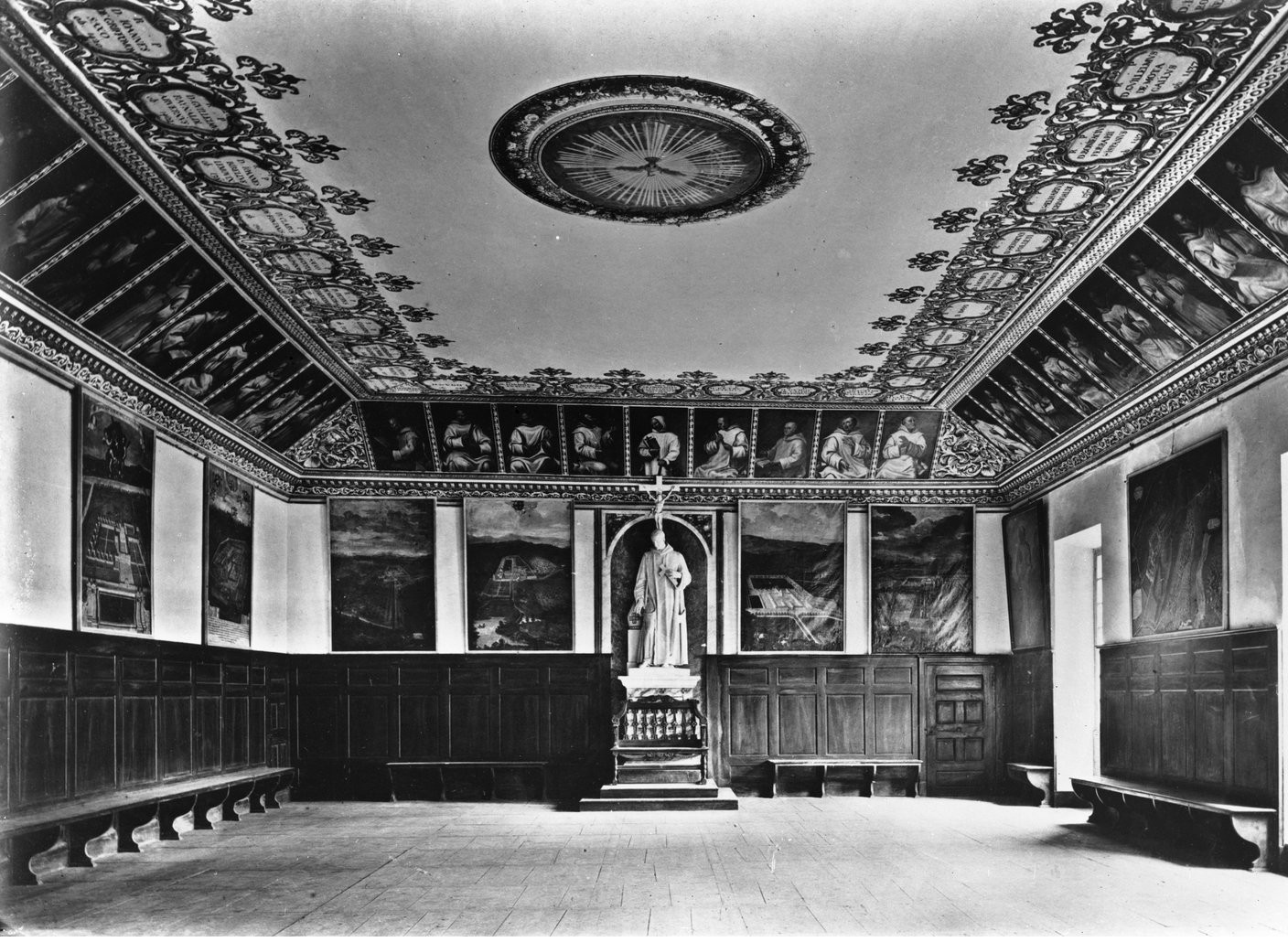
Une partie des cartes exposées dans la salle du chapitre de la Grande Chartreuse avant 1903, photographie d'Henri Ferrand, Bibliothèque municipale de Grenoble

Innocent le Masson fait également peindre à cette occasion les portraits de ses quarante-neuf prédécesseurs. Il place ceux-ci dans la salle du chapitre de la Grande Chartreuse, où il dispose également une partie des cartes. Cette disposition est encore visible sur les cartes postales de la fin du XIXe siècle. Une autre partie des cartes est disposée dans une galerie de la Grande Chartreuse reliant la tribune de l'église à la salle du chapitre au moins à partir de 1845.
À la suite de l'expulsion des Chartreux de la Grande Chartreuse en 1903, les cartes sont emportées par les Chartreux en exil à la chartreuse de Farneta en Italie. Pour ce transfert elles sont malheureusement enlevées de leur châssis et transportées en rouleau. Les Chartreux réintègrent la Grande Chartreuse avec les cartes en 1941. Dans les années 1960 et 1970 elles sont replacées sur des supports en bois aggloméré dont les composants chimiques sont nocifs pour la conservation des peintures.

### Restauration et études des cartes (fin duXXe- début duXXIesiècle)

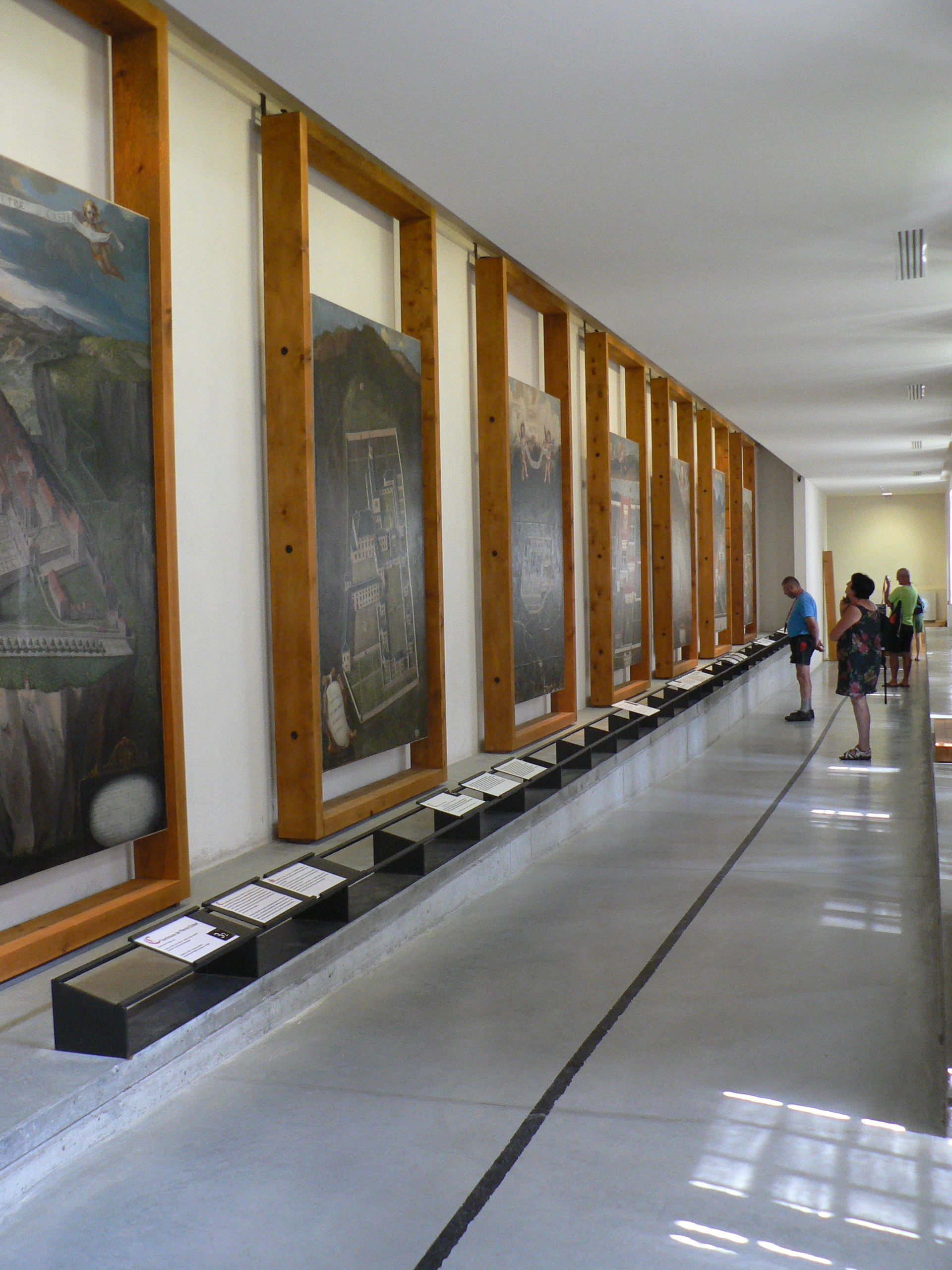
L'actuelle galerie de cartes dans le musée (correrie) de la grande chartreuse en 2018.

Les premières recherches sur les cartes sont menée à l'initiative de Jean-Pierre Laurent, conservateur en chef du musée Dauphinois, à l'occasion des aménagements préalable à l'ouverture du musée de la Grande Chartreuse en 1975. En 1984 une partie des cartes est exposée au musée Dauphinois suscitant un intérêt et les premières publications, mais mettant également en évidence leur dégradation. Cette prise de conscience provoque à la fin des années 1990 une mobilisation pour leur préservation, initiée par le prieur de la Grande Chartreuse Marcellin Theeuwes, qui aboutit à la création de l'Association pour la Restauration des Cartes de Chartreuses (ARCC). Celle-ci lance une souscription publique pour restaurer les cartes. Soutenue financièrement par le ministère de la Culture et le département de l'Isère, l'initiative permettra, sur une vingtaine d'année jusqu'en 2020, la restauration des soixante-dix-neuf cartes sous le contrôle scientifique de la conservation régionale des monuments historiques,.
En 2001, soixante-seize cartes, constituant le corpus conservé à la Grande Chartreuse, sont classées au titre objets aux Monuments historiques. La carte de la chartreuse de Bourbon-lèz-Gaillon, datée de 1687, est retrouvée dans un grenier en 2009. Séparée de la collection avant les changements de support du XXe siècle, elle conserve seule son cadre d'origine. Elle est classée aux Monuments historiques en 2010. La même année est également classée la carte de la chartreuse du Liget datée de 1686 et celle de la chartreuse de Tárkány en Hongrie. Cette dernière présente une particularité, la chartreuse ayant été peinte après coup, à la charnière des XVIIIe – XIXe siècles, sur une peinture inachevée de paysage du début du XVIIIe siècle.
Une première étude monographique est publiée en 2010 par l'historienne Pierrette Paravy qui anime depuis 2005 la lettre d'information de l'ARCC. C'est ensuite un ouvrage sous forme de bilan des restaurations qui est publié par la DRAC Auvergne-Rhône-Alpes en 2021. Après une première exposition en 2002-2003, le musée de l'ancien évêché de Grenoble présente en 2022-2023 trente et une cartes nouvellement restaurées dans le cadre de l'exposition "Chartreuses. Dans le silence et la solitude". Un catalogue d'exposition présentant chacune des cartes et l'histoire du corpus est publié à l'occasion par les historiens Pierrette Paravy, Daniel Le Blévec et Giovanni Leoncini.

## Liste des cartes de Chartreuse

### Limites du corpus
Tous les monastères de l'Ordre cartusien ne sont pas représentés dans le corpus des cartes. Pour une liste complète des monastères de l'ordre, voir la liste des chartreuses. Une autre collection de trente-cinq représentations est conservée à la chartreuse de Klosterneuburg en Autriche, dont treize maisons représentées sont communes avec la collection des Cartes de la Grande Chartreuse,. De même la vue de la chartreuse de Molsheim dressée en 1744 et non compris dans le corpus des cartes en partage toutefois de nombreuses caractéristiques (matériaux et technique employée, type de représentation, dimensions).

### Tableau des cartes
Les numéros des cartes correspondent à une numérotation appliquée au pochoir à l'arrière des toiles. La numérotation allant jusqu'à 103, on considère qu'une vingtaine de toiles a disparu.
| N° de la Carte | Chartreuse représentée                                             | Commune actuelle de la Chartreuse     | Pays        | Date de réalisation de la carte       | Référence dans le base Palissy | Illustration de la carte |
| -------------- | ------------------------------------------------------------------ | ------------------------------------- | ----------- | ------------------------------------- | ------------------------------ | ------------------------ |
| 102            | Chartreuse de Portes (vue n°1)                                     | Bénonces                              | France      | XVIIIe siècle                         | Notice no PM38000883           |                          |
| 1              | Chartreuse de Portes (vue n°2)                                     | Bénonces                              | France      | 1896                                  | Notice no PM38000884           |                          |
| 2              | Chartreuse Sainte-Croix de Beauregard                              | Coublevie                             | France      | 1880-1920                             | Notice no PM38000882           |                          |
| 3              | Chartreuse Sainte-Marie du Glandier                                | Beyssac                               | France      | XIXe siècle                           | Notice no PM38000895           |                          |
| 4              | Chartreuse de Labastide-Saint-Pierre de Montauban                  | Montauban                             | France      | XIXe siècle                           | Notice no PM38000906           |                          |
| 7              | Chartreuse Notre-Dame-des-Prés de Montreuil                        | Neuville-sous-Montreuil               | France      | 1877                                  | Notice no PM38000912           |                          |
| 8              | Chartreuse de Notre-Dame du Gard                                   | Crouy-Saint-Pierre                    | France      | XIXe siècle                           | Notice no PM38000918           |                          |
| 9              | Chartreuse de Notre-Dame-de-Bellevue de Saïx                       | Castres                               | France      | XVIIIe siècle                         | Notice no PM38000919           |                          |
| 10             | Chartreuse de Ferrare                                              | Ferrare                               | Italie      | XVIIe siècle                          | Notice no PM38000935           |                          |
| 11             | Chartreuse de Notre-Dame-du-Puy                                    | Brives-Charensac                      | France      | XVIIIe siècle                         | Notice no PM38000904           |                          |
| 12             | Chartreuse de Pavie                                                | Pavie                                 | Italie      | XVIIe siècle                          | Notice no PM38000941           |                          |
| 13             | Chartreuse de Valbonne                                             | Saint-Paulet-de-Caisson               | France      | fin XVIIe siècle-début XVIIIe siècle  | Notice no PM38000989           |                          |
| 14             | Chartreuse Maria-Saal de Buxheim                                   | Buxheim                               | Allemagne   | XVIIe siècle                          | Notice no PM38000925           |                          |
| 15             | Chartreuse Saint-Lazare d’Orléans                                  | Orléans                               | France      | XVIIIe siècle                         | Notice no PM38000905           |                          |
| 16             | Chartreuse de l’Annonciation de la Sainte-Vierge de Bellary        | Châteauneuf-Val-de-Bargis             | France      | XVIIIe siècle                         | Notice no PM38000910           |                          |
| 17             | Chartreuse Saint-Pierre à Pontignano                               | Castelnuovo Berardenga                | Italie      | XVIIIe siècle                         | Notice no PM38000949           |                          |
| 18             | Chartreuse de Vauclaire                                            | Montpon-Ménestérol                    | France      | XVIIIe siècle                         | Notice no PM38000896           |                          |
| 19             | Chartreuse de Notre-Dame-du-Val-de-Secours à Felsőtárkány (Tarkan) | Felsőtárkány                          | Hongrie     | fin XVIIe siècle                      | Notice no PM38000987           |                          |
| 20             | Chartreuse de Toulouse                                             | Toulouse                              | France      | fin XVIIe siècle                      | Notice no PM38000900           |                          |
| 21             | Chartreuse de Val-de-tous-les-Saints de Mauerbach                  | Mauerbach                             | Autriche    | début XVIIIe siècle                   | Notice no PM38000928           |                          |
| 22             | Chartreuse du Val Sainte-Marie à Bouvante                          | Bouvante                              | France      | début XVIIIe siècle                   | Notice no PM38000897           |                          |
| 23             | Chartreuse de Durbon                                               | Saint-Julien-en-Beauchêne             | France      | début XVIIIe siècle                   | Notice no PM38000889           |                          |
| 24             | Chartreuse Sainte-Marie de Bonpas                                  | Caumont-sur-Durance                   | France      | XVIIIe siècle                         | Notice no PM38000923           |                          |
| 25             | Chartreuse Sainte-Marie de Meyriat                                 | Vieu-d'Izenave                        | France      | 1687                                  | Notice no PM38000886           |                          |
| 26             | Chartreuse de Rodez                                                | Rodez                                 | France      | fin XVIIe siècle                      | Notice no PM38000891           |                          |
| 27             | Chartreuse de Jésus de Nazareth de Valldemosa                      | Majorque                              | Espagne     | XVIIIe siècle                         | Notice no PM38000929           |                          |
| 28             | Chartreuse Saint-Laurent d’Ittingen                                | Warth-Weiningen                       | Suisse      | 1715                                  | Notice no PM38000948           |                          |
| 29             | Chartreuse de Notre-Dame-de-Montrieux (vue n°1)                    | Méounes-lès-Montrieux                 | France      | 1685                                  | Notice no PM38000920           |                          |
| 48             | Chartreuse de Notre-Dame-de-Montrieux (vue n°2)                    | Chartreuse de Notre-Dame-de-Montrieux | France      | XIXe siècle                           | Notice no PM38000921           |                          |
| 30             | Chartreuse Sainte-Marie-des-Anges à Rome                           | Rome                                  | Italie      | XVIIe siècle                          | Notice no PM38000943           |                          |
| 31             | Chartreuse Sainte-Marthe d’Aix-en-Provence                         | Aix-en-Provence                       | France      | 1686                                  | Notice no PM38000893           |                          |
| 32             | Chartreuse de l’Assomption et de la Bienheureuse Vierge Marie      | Chiusa di Pesio                       | Italie      | fin XVIIe siècle                      | Notice no PM38000946           |                          |
| 33             | Chartreuse Notre-Dame du Montdieu                                  | Le Mont-Dieu                          | France      | fin XVIIe siècle                      | Notice no PM38000890           |                          |
| 34             | Chartreuse Saint-Laurent de Padula                                 | Padula                                | Italie      | 1725 (circa)                          | Notice no PM38000940           |                          |
| 35             | Chartreuse du Val Graziosa di Calci à Calci                        | Pise                                  | Italie      | fin XVIIe siècle                      | Notice no PM38000942           |                          |
| 36             | Chartreuse Saint-Sauveur de Villefranche-de-Rouergue               | Villefranche-de-Rouergue              | France      | XVIIIe siècle                         | Notice no PM38000892           |                          |
| 37             | Chartreuse de Sainte-Croix-en-Jarez                                | Sainte-Croix-en-Jarez                 | France      | milieu XVIIIe siècle                  | Notice no PM38000903           |                          |
| 38             | Chartreuse du Lys Saint-Esprit de Lyon                             | Lyon                                  | France      | 1730 (circa)                          | Notice no PM38000914           |                          |
| 39             | Chartreuse Notre-Dame-du-Val-de-Bénédiction                        | Villeneuve-lès-Avignon                | France      | fin XVIIe siècle                      | Notice no PM38000899           |                          |
| 40             | Chartreuse Notre-Dame de Bonlieu                                   | Bonlieu                               | France      | fin XVIIe siècle                      | Notice no PM38000902           |                          |
| 41             | Chartreuse de la Verne                                             | Collobrières                          | France      | 1685                                  | Notice no PM38000922           |                          |
| 44             | Chartreuse Notre-Dame de Montmerle du Val-Saint-Étienne            | Lescheroux                            | France      | fin XVIIe siècle                      | Notice no PM38000887           |                          |
| 45             | Chartreuse du Reposoir                                             | Le Reposoir                           | France      | fin XVIIe siècle                      | Notice no PM38000917           |                          |
| 46             | Chartreuse Notre-Dame de Salettes                                  | La-Balme-le-Grottes                   | France      | fin XVIIe siècle                      | Notice no PM38000881           |                          |
| 47             | Chartreuse de Notre-Dame de Vaucluse                               | Onoz                                  | France      | XVIIIe siècle                         | Notice no PM38000901           |                          |
| 50             | Chartreuse de Prémol                                               | Vaulnaveys-le-haut                    | France      | entre 1710 et 1714                    | Notice no PM38000879           |                          |
| 52             | Grande Chartreuse (vue n°1)                                        | Saint-Pierre-de-Chartreuse            | France      | 1717                                  | Notice no PM38000877           |                          |
| /              | Grande Chartreuse (vue n°2)                                        | Saint-Pierre-de-Chartreuse            | France      | Après 1717                            | Notice no PM38000878           |                          |
| 54             | Chartreuse Notre-Dame de Cahors                                    | Cahors                                | France      | 1706                                  | Notice no PM38000907           |                          |
| 55             | Chartreuse de Trisulti                                             | Collepardo                            | Italie      | XVIIIe siècle                         | Notice no PM38000944           |                          |
| 56             | Chartreuse de Port-Sainte-Marie                                    | Les Ancizes-Comps / Chapdes-Beaufort  | France      | fin XVIIe siècle                      | Notice no PM38000913           |                          |
| 57             | Chartreuse Notre-Dame du Valdieu                                   | Feings                                | France      | 1688                                  | Notice no PM38000911           |                          |
| 58             | Chartreuse de Turin                                                | Turin                                 | Italie      | 1680                                  | Notice no PM38000945           |                          |
| 59             | Chartreuse d’Auray                                                 | Brech                                 | France      | fin XVIIe siècle, début XVIIIe siècle | Notice no PM38000908           |                          |
| 60             | Chartreuse de Pierre-Châtel                                        | Virignin                              | France      | fin XVIIe siècle                      | Notice no PM38000885           |                          |
| /              | Chartreuse de Gaming                                               | Gaming                                | Autriche    | fin XVIIe siècle                      | Notice no PM38000926           |                          |
| 61             | Chartreuse de Gaming                                               | Gaming                                | Autriche    | fin XVIIe siècle                      | Notice no PM38000927           |                          |
| 62             | Chartreuse de Saint-Hugon                                          | Arvillard                             | France      | fin XVIIe siècle                      | Notice no PM38000916           |                          |
| 64             | Chartreuse de Vedana                                               | Sospirolo                             | Italie      | 1712                                  | Notice no PM38000947           |                          |
| 65             | Chartreuse d'Asti                                                  | Asti                                  | Italie      | XVIIIe siècle                         | Notice no PM38000933           |                          |
| 66             | Chartreuse de Sainte-Marie-et-Saint-Jérôme de Montello             | Nervesa della Battaglia               | Italie      | fin XVIIe siècle                      | Notice no PM38000938           |                          |
| 67             | Chartreuse Saint-Jérôme-et-Saint-Bernard de Padoue                 | Padoue                                | Italie      | XVIIIe siècle                         | Notice no PM38000939           |                          |
| 68             | Chartreuse du Val-Saint-Pierre                                     | Braye-en-Thiérache                    | France      | fin XVIIe siècle                      | Notice no PM38000888           |                          |
| 69             | Chartreuse du Val-de-Christ de Valence                             | Altura                                | Espagne     | 1718                                  | Notice no PM38000931           |                          |
| 70             | Chartreuse Notre-Dame du Parc                                      | Saint-Denis-d'Orques                  | France      | 1770                                  | Notice no PM38000915           |                          |
| 71             | Chartreuse de Notre-Dame-de-la-Défense à Jerez de la Frontera,     | Jerez de la Frontera                  | Espagne     | fin XVIIe siècle                      | Notice no PM38000930           |                          |
| 72             | Chartreuse de Bosserville                                          | Art-sur-Meurthe                       | France      | XVIIIe siècle                         | Notice no PM38000909           |                          |
| 73             | Chartreuse Sainte-Marie de la Sylve Bénite                         | Villages du Lac de Paladru            | France      | fin XVIIe siècle                      | Notice no PM38000880           |                          |
| 101            | Chartreuse Saint-Hugues de Parkminster                             | Cowfold                               | Royaume-Uni | 1837                                  | Notice no PM38000932           |                          |
| 103            | Chartreuse Saint-Michel de Mayence                                 | Mayence                               | Allemagne   | 1709                                  | Notice no PM38000924           |                          |
| /              | Chartreuse de Bourgfontaine                                        | Villers-Cotterêts                     | France      | 1686                                  | Notice no PM38000985           |                          |
| /              | Chartreuse de Cazottes                                             | Garessio                              | Italie      | Deuxième moitié du XVIIIe siècle      | Notice no PM38000934           |                          |
| /              | Chartreuse de Florence                                             | Florence                              | Italie      | fin XVIIe siècle                      | Notice no PM38000936           |                          |
| n° non lisible | Chartreuse de Mantoue                                              | Mantoue                               | Italie      | XVIIIe siècle                         | Notice no PM38000937           |                          |
| /              | Chartreuse de Marseille                                            | Marseille                             | France      | 1693                                  | Notice no PM38000894           |                          |
| /              | Chartreuse Notre-Dame-de-Pitié de Mougères                         | Caux                                  | France      | 1884                                  | Notice no PM38000951           |                          |
| /              | Chartreuse de Sélignac                                             | Simandre-sur-Suran                    | France      | 1784                                  | Notice no PM38000952           |                          |
| /              | Chartreuse de La Valsainte                                         | Val-de-Charmey                        | Suisse      | 1869                                  | Notice no PM38000950           |                          |
| /              | Chartreuse de Bourbon-lèz-Gaillon                                  | Aubevoye                              | France      | 1687                                  | Notice no PM38000986           |                          |

### Articles Connexes
- Ordre des Chartreux
- Chartreuse
- Musée de la Grande Chartreuse
- Monasticon Gallicanum